# Силвия Ащън-Уорнър
Силвия Констанс Ащън-Уорнър (на английски: Sylvia Constance Ashton-Warner) е новозеландска писателка и педагог.
Дълги години е учителка, много от нейните ученици са маори. Полага усилия да адаптира британската образователна система за техните нужди.
Авторка е на няколко романа, като сюжетите им са свързани със собствения ѝ живот.

## Произведения
- Spinster (1958)[1][2]
- Incense to Idols (1960)
- Teacher (1963)
- Bell Call (1964)
- Greenstone (1966)
- Myself (1967)
- Three (1970)
- Spearpoint: Teacher in America (1972)
- O Children of the World (1974)
- I Passed This Way (1979)
- Stories from the River (1986)